# Sube La Music
Sube La Music è un singolo del rapper statunitense De La Ghetto.
Il brano, pubblicato come estratto dall'album Los Chulitos, vede la collaborazione del cantante statunitense Nicky Jam.

## Tracce
1. Sube La Music – 2:57